# Jean Baptiste Louis d'Audibert de Férussac
Jean Baptiste Louis d'Audibert (ou d'Audebard) de Férussac, est un officier d'artillerie et géologue français, né le 30 juin 1745 à Saint-Pierre-de-Clairac (Lot-et-Garonne) et mort le 20 juillet 1815 à Lauzerte (Tarn-et-Garonne).

## Biographie
Fils de Joseph d'Audebard de Férussac (1676-1753), seigneur de Jouatas, et de Marie Anne du Lion de Gasques, mariés le 30 janvier 1736, il épouse Marie Catherine Josèphe de Rozet. Il est l'auteur d'une Histoire naturelle des Mollusques, à laquelle il avait consacré 30 années de travail. Cet ouvrage, publié par son fils à Paris entre 1819 et 1832, compte 4 volumes in-4; il; elle sera complétée par son fils André Étienne de Férussac. Il est chevalier de l'Ordre royal et militaire de Saint-Louis, et de celui de Saint-Lazare. Il est également membre de la Société des sciences et arts de Montauban.
Il est maire de Saint-Amans-de-Pellagal (Tarn-et-Garonne) de 1813 à sa mort en 1815.